# Bellevalia olivieri
Bellevalia olivieri är en sparrisväxtart som först beskrevs av John Gilbert Baker, och fick sitt nu gällande namn av Per Erland Berg Wendelbo. Bellevalia olivieri ingår i släktet Bellevalia och familjen sparrisväxter. Inga underarter finns listade i Catalogue of Life.